# Zemětřesení na Rhodu (226 př. n. l.)
K zemětřesení na Rhodu došlo v roce 226 př. n. l.. Zemětřesení způsobilo městu Rhodos, které bylo v tu dobu spolu s egyptskou Alexandrií jedním z hlavních obchodních měst Středozemního moře, značné škody. Kromě obchodních budov byl zničen i proslulý přístav s velkou bronzovou sochou známou jako Rhodský kolos, který byl jedním ze Sedmi divů světa. Nejvyšší starověká socha se po ničivém zemětřesení rozlomila v kolenou a spadla. Její pozůstatky setrvaly na původním místě až do roku 653, kdy Rhodos přepadli Arabové, kteří je prodali židovskému obchodníkovi z Edessy.